# Pinalia compacta
Pinalia compacta är en orkidéart som först beskrevs av Oakes Ames, och fick sitt nu gällande namn av Wally Suarez och James Edward Cootes. Pinalia compacta ingår i släktet Pinalia och familjen orkidéer. Inga underarter finns listade i Catalogue of Life.